# Original Fire
Original Fire è un singolo del gruppo musicale statunitense Audioslave, pubblicato nel 2006 ed estratto dall'album Revelations.

## Tracce
- CD

1. Original Fire (Album Version)
2. Set It Off (Live at the Quart Festival)
3. Gasoline (Live at the Quart Festival)

- 7"

1. Original Fire (Album Version)
2. Doesn't Remind Me (Live at the Quart Festival)

## Video
Il video del brano è stato diretto da P. R. Brown.

## Formazione
- Tim Commerford - basso
- Chris Cornell - voce
- Tom Morello - chitarra
- Brad Wilk - batteria